# Castroncello
Castroncello is een plaats (frazione) in de Italiaanse gemeente Castiglion Fiorentino, provincie Arezzo, en telt ongeveer 500 inwoners.